# Décès en novembre 2017
Décès
- 2013
- 2014
- 2015
- 2016
- 2017
- 2018
- 2019
- 2020
- 2021

Pour une information complémentaire, voir la page d'aide.

| Date         | Nom                                 | Activités | Âge | Source |
| ------------ | ----------------------------------- | --- | --- | ------ |
| 1er novembre | Mariam Abou Zahab                   | Politologue, chercheuse et professeur d'université française.                                                                       | 65  |        |
| 1er novembre | Rosemary Lassig                     | Nageuse australienne, médaillée d'argent aux Jeux olympiques d'été de 1960.                                                         | 76  | (en)   |
| 1er novembre | Václav Machek                       | Coureur cycliste tchécoslovaque, médaillé d'argent aux Jeux olympiques d'été de 1956.                                               | 91  | (cs)   |
| 1er novembre | Vladimir Makanine                   | Romancier russe. | 80  | (ru)   |
| 1er novembre | Israël Rozen                        | Rabbin orthodoxe israélien. | 76  | (en)   |
| 2 novembre   | Alberto Guzmán                      | Sculpteur français. | 90  |        |
| 2 novembre   | Paddy Russell                       | Réalisatrice de télévision britannique.                                                                                             | 89  | (en)   |
| 2 novembre   | Aboubacar Somparé                   | Homme politique guinéen. | 73  |        |
| 3 novembre   | Malick Bowens                       | Acteur américain d'origine malienne.                                                                                                | 76  |        |
| 3 novembre   | Renzo Calegari                      | Dessinateur de bande dessinée italien.                                                                                              | 84  | (it)   |
| 3 novembre   | Pierre Colboc                       | Architecte français. | 77  |        |
| 3 novembre   | Jirí Kormaník                       | Lutteur tchécoslovaque, médaillé d'argent aux Jeux olympiques d'été de 1964.                                                        | 82  | (cs)   |
| 4 novembre   | Lily Baron                          | Comédienne française. | 96  |        |
| 4 novembre   | Regina Yaou                         | Romancière ivoirienne. | 62  |        |
| 4 novembre   | Mahmoud Zemmouri                    | Acteur, réalisateur et cinéaste algérien.                                                                                           | 70  |        |
| 5 novembre   | Nancy Friday                        | Écrivaine américaine. | 84  | (en)   |
| 5 novembre   | Lothar Thoms                        | Coureur cycliste est-allemand, champion aux Jeux olympiques d'été de 1980.                                                          | 61  | (de)   |
| 6 novembre   | Roger Becker                        | Joueur de tennis britannique. | 83  | (en)   |
| 6 novembre   | Karin Dor                           | Actrice allemande. | 79  | (de)   |
| 6 novembre   | Robin Esser                         | Journaliste et écrivain britannique.                                                                                                | 84  | (en)   |
| 6 novembre   | Richard Gordon                      | Astronaute américain. | 88  | (en)   |
| 6 novembre   | Gaetano Nicosia                     | Prêtre catholique italien. | 102 |        |
| 6 novembre   | Feliciano Rivilla                   | Footballeur espagnol. | 81  | (en)   |
| 6 novembre   | Bjarne Vanacker                     | Coureur cycliste belge. | 20  |        |
| 6 novembre   | René Waldmann                       | Ingénieur français. | 87  |        |
| 7 novembre   | Paul Buckmaster                     | Arrangeur et compositeur britannique.                                                                                               | 71  | (en)   |
| 7 novembre   | Roy Halladay                        | Joueur américain de baseball. | 40  | (en)   |
| 7 novembre   | Brad Harris                         | Culturiste et acteur américain. | 84  | (en)   |
| 7 novembre   | Hans Schäfer                        | Footballeur international allemand.                                                                                                 | 90  | (en)   |
| 7 novembre   | Yang Tongyan                        | Journaliste et écrivain chinois. | 56  |        |
| 8 novembre   | Cho Jung-kwon                       | Poète sud-coréen. | 68  |        |
| 8 novembre   | Roger Grenier                       | Écrivain et journaliste français.                                                                                                   | 98  |        |
| 8 novembre   | Janusz Kłosiński                    | Acteur polonais. | 96  | (pl)   |
| 8 novembre   | Jean-Pierre Pujol                   | Homme politique français. | 76  |        |
| 8 novembre   | Gilbert Rouget                      | Ethnomusicologue français. | 101 |        |
| 8 novembre   | Josip Weber                         | Footballeur yougoslave puis croate et ensuite belge.                                                                                | 52  |        |
| 9 novembre   | Jellal Ben Abdallah                 | Artiste peintre tunisien. | 96  |        |
| 9 novembre   | Patrick Béthune                     | Acteur français. | 61  |        |
| 9 novembre   | Michèle Demai                       | Speakerine française. | 76  |        |
| 9 novembre   | John Hillerman                      | Acteur américain. | 84  | (en)   |
| 9 novembre   | Daria Hovora                        | Pianiste française. | 70  |        |
| 9 novembre   | Chuck Mosley                        | Chanteur et musicien américain. | 57  | (en)   |
| 9 novembre   | Shyla Stylez                        | Actrice pornographique canadienne.                                                                                                  | 35  | (en)   |
| 10 novembre  | Bernhard Eckstein                   | Cycliste sur route est-allemand. | 82  | (de)   |
| 10 novembre  | Ray Lovelock                        | Acteur italien. | 67  | (it)   |
| 10 novembre  | Mikhaïl Zadornov                    | humoriste russe. | 69  | (ru)   |
| 11 novembre  | Kirti Nidhi Bista                   | Homme d'État népalais. | 90  | (en)   |
| 11 novembre  | Chiquito de la Calzada              | Humoriste, chanteur de flamenco et comédien espagnol.                                                                               | 85  | (es)   |
| 11 novembre  | Noël Favrelière                     | Déserteur français. | 83  |        |
| 11 novembre  | Edward Herman                       | Économiste américain. | 92  | (en)   |
| 11 novembre  | Marcel Imsand                       | Photographe suisse. | 88  |        |
| 11 novembre  | Jean Peyrafitte                     | Homme politique français. | 95  |        |
| 11 novembre  | Jeffrey T. Richelson                | Chercheur et écrivain américain. | 67  | (en)   |
| 11 novembre  | Valeri Rozov                        | BASE jumper russe. | 52  |        |
| 12 novembre  | Michel Chapuis                      | Organiste français. | 87  |        |
| 12 novembre  | Bernard Panafieu                    | Cardinal français. | 86  |        |
| 12 novembre  | Jack Ralite                         | Homme politique français. Ministre de la Santé (1981-1983).                                                                         | 89  |        |
| 12 novembre  | Amar Rouaï                          | Footballeur algérien. | 85  |        |
| 12 novembre  | Santiago Vernazza                   | Footballeur argentin. | 88  | (es)   |
| 13 novembre  | Bobby Doerr                         | Joueur américain de baseball. | 99  | (en)   |
| 13 novembre  | Miklós Holop                        | Joueur de water-polo hongrois, médaillé d'argent aux Jeux olympiques d'été de 1948.                                                 | 92  | (hu)   |
| 13 novembre  | Thomas J. Hudner, Jr.               | Officier de marine américain. | 93  | (en)   |
| 13 novembre  | Alina Janowska                      | Actrice, danseuse et chanteuse polonaise.                                                                                           | 94  | (pl)   |
| 13 novembre  | Choukri Mesli                       | Artiste peintre algérien. | 86  |        |
| 13 novembre  | David Poisson                       | Skieur alpin français. | 35  |        |
| 14 novembre  | Jack Blessing                       | Acteur américain. | 66  | (en)   |
| 14 novembre  | Rolland-Yves Mauvernay              | Docteur en médecine et en pharmacie et chef d'entreprise français et suisse.                                                        | 95  |        |
| 14 novembre  | Jean-Pierre Schmitz                 | Cycliste sur route luxembourgeois.                                                                                                  | 85  | (de)   |
| 15 novembre  | Luis Bacalov                        | Compositeur italo-argentin. | 84  | (it)   |
| 15 novembre  | Françoise Héritier                  | Anthropologue française. | 84  |        |
| 15 novembre  | Joy Lofthouse                       | Pilote de l'Air Transport Auxiliary                                                                                                 | 94  | (en)   |
| 15 novembre  | Frans Krajcberg                     | Sculpteur et peintre polonais puis brésilien.                                                                                       | 96  |        |
| 15 novembre  | Hamad Ndikumana                     | Footballeur rwandais. | 39  |        |
| 15 novembre  | Lil Peep                            | Rappeur et chanteur américain. | 21  | (en)   |
| 16 novembre  | Mario Andrione                      | Homme politique italien. | 85  |        |
| 16 novembre  | Aline Dumon                         | Résistante belge de la Seconde Guerre mondiale.                                                                                     | 96  | (en)   |
| 16 novembre  | Robert Hirsch                       | Acteur français. | 92  |        |
| 16 novembre  | Franciszek Kornicki                 | Pilote de chasse polonais. | 100 | (pl)   |
| 16 novembre  | René Latourelle                     | Prêtre Jésuite canadien. | 99  |        |
| 16 novembre  | Hiromi Tsuru                        | Seiyū japonaise. | 57  |        |
| 17 novembre  | Earle Hyman                         | Acteur américain. | 91  | (en)   |
| 17 novembre  | Toto Riina                          | Gangster italien, chef de la mafia sicilienne.                                                                                      | 87  |        |
| 17 novembre  | Aleksandr Salnikov                  | Basketteur soviétique puis ukrainien, double médaillé de bronze olympique (1976, 1980).                                             | 68  | (ru)   |
| 17 novembre  | Naim Süleymanoğlu                   | Haltérophile turc, triple champion olympique (1988, 1992, 1996).                                                                    | 50  |        |
| 17 novembre  | Rikard Wolff                        | Acteur suédois. | 59  | (sv)   |
| 18 novembre  | Azzedine Alaïa                      | Styliste et grand couturier franco-tunisien.                                                                                        | 77  |        |
| 18 novembre  | Giorgio Antonucci                   | Médecin psychiatre italien. | 84  | (it)   |
| 18 novembre  | Pierre Darbos                       | Joueur de rugby à XV français. | 77  |        |
| 18 novembre  | Fótis Kafátos                       | Biologiste grec. | 77  | (en)   |
| 18 novembre  | José Manuel Maza                    | Magistrat espagnol. | 66  |        |
| 18 novembre  | Commins Menapi                      | Joueur de football salomonien. | 40  |        |
| 18 novembre  | Youssouf Ouédraogo                  | Économiste, diplomate et homme d'État burkinais.                                                                                    | 64  |        |
| 18 novembre  | Friedel Rausch                      | Joueur de football allemand. | 77  |        |
| 18 novembre  | Ben Riley                           | Batteur de jazz américain. | 84  | (en)   |
| 18 novembre  | Gillian Rolton                      | Cavalière de concours complet australienne, championne olympique par équipes aux Jeux de Barcelone 1992 et aux Jeux d'Atlanta 1996. | 61  | (en)   |
| 18 novembre  | Pancho Segura                       | Joueur de tennis équatorien. | 96  | (es)   |
| 18 novembre  | Malcolm Young                       | Musicien australien d'origine écossaise.                                                                                            | 64  | (en)   |
| 19 novembre  | Peter Baldwin                       | Acteur, réalisateur et scénariste américain.                                                                                        | 86  | (en)   |
| 19 novembre  | Andrea Cordero Lanza di Montezemolo | Cardinal italien. | 92  | (it)   |
| 19 novembre  | Charles Manson                      | Criminel américain. | 83  | (en)   |
| 19 novembre  | Jana Novotná                        | Joueuse de tennis tchécoslovaque puis tchèque, triple médaillée olympique (1988, 1996).                                             | 49  | (en)   |
| 19 novembre  | Della Reese                         | Actrice et chanteuse américaine. | 86  | (en)   |
| 19 novembre  | Mel Tillis (en)                     | Acteur et compositeur de musique américain.                                                                                         | 85  | (en)   |
| 19 novembre  | Elias Tolentino                     | Basketteur philippin. | 75  | (en)   |
| 19 novembre  | Dick Wilson                         | Acteur américain. | 91  |        |
| 20 novembre  | Ismaïl Khelil                       | Diplomate, homme politique et économiste tunisien.                                                                                  | 85  |        |
| 20 novembre  | Janusz Wójcik                       | Joueur puis entraîneur polonais de football.                                                                                        | 64  |        |
| 21 novembre  | Peter Berling                       | Acteur allemand. | 83  |        |
| 21 novembre  | David Cassidy                       | Acteur, producteur, compositeur et scénariste américain.                                                                            | 67  |        |
| 21 novembre  | Wayne Cochran (en)                  | Chanteur américain | 78  | (en)   |
| 21 novembre  | Milein Cosman                       | Dessinatrice britannique d'origine allemande.                                                                                       | 96  | (en)   |
| 21 novembre  | Hugh Currie                         | Joueur canadien de hockey sur glace.                                                                                                | 92  | (en)   |
| 21 novembre  | Luis Garisto                        | Footballeur puis entraîneur uruguayen.                                                                                              | 71  | (es)   |
| 21 novembre  | Valentin Huot                       | Coureur cycliste français. | 88  |        |
| 21 novembre  | Sugiuchi Masao                      | Joueur de go professionnel japonais.                                                                                                | 97  | (ja)   |
| 21 novembre  | Jean-Louis Mivel                    | Homme politique français. | 52  |        |
| 21 novembre  | Andrew Jonathan Nok                 | Biochimiste nigérian. | 55  | (en)   |
| 22 novembre  | Jean Anglade                        | Écrivain français. | 102 |        |
| 22 novembre  | Norman Baker                        | Explorateur américain. | 89  | (en)   |
| 22 novembre  | Said Boukhari                       | Militant algérien pour la démocratie et les droits de l’Homme en Algérie.                                                           | 55  |        |
| 22 novembre  | Jon Hendricks                       | Chanteur et compositeur de jazz américain.                                                                                          | 96  | (en)   |
| 22 novembre  | Maurice Hinchey                     | Homme politique américain. | 79  | (en)   |
| 22 novembre  | Dmitri Khvorostovski                | Baryton russe. | 55  |        |
| 23 novembre  | François Aquin                      | Homme politique canadien. | 88  |        |
| 23 novembre  | Tullio Baraglia                     | Rameur d'aviron italien, médaillé d'argent et de bronze olympique (1960, 1968).                                                     | 83  | (it)   |
| 23 novembre  | Allan Harris                        | Footballeur puis entraîneur britannique.                                                                                            | 74  | (en)   |
| 23 novembre  | Anthony Harvey                      | Réalisateur et monteur britannique.                                                                                                 | 87  | (en)   |
| 23 novembre  | Carol Neblett (en)                  | Soprano américaine. | 71  |        |
| 23 novembre  | Paul Paviot                         | Cinéaste et réalisateur français.                                                                                                   | 91  |        |
| 23 novembre  | Zhang Yang                          | Militaire chinois. | 66  |        |
| 24 novembre  | Gilles Adrien                       | Scénariste et réalisateur français.                                                                                                 | 66  |        |
| 24 novembre  | Ángel Berni                         | Footballeur paraguayen. | 86  | (es)   |
| 24 novembre  | Miguel Alfredo González             | Joueur de baseball cubain. | 31  | (en)   |
| 24 novembre  | John Thierry                        | Joueur américain de football américain.                                                                                             | 46  | (en)   |
| 25 novembre  | Vladimir Chkourikhine               | Joueur de volley-ball soviétique, médaillé d'argent aux Jeux olympiques d'été de 1988.                                              | 59  | (ru)   |
| 25 novembre  | Sotìr Ferrara                       | Éparque italien. | 79  | (it)   |
| 25 novembre  | Rosario Green                       | Femme politique, diplomate et économiste mexicaine.                                                                                 | 76  | (es)   |
| 25 novembre  | Jesús Gómez                         | Cavalier mexicain, médaillé de bronze aux Jeux olympiques d'été de 1980.                                                            | 76  | (es)   |
| 25 novembre  | Rance Howard                        | Acteur et scénariste américain. | 89  | (en)   |
| 25 novembre  | Julio Oscar Mechoso                 | Acteur américain. | 62  | (en)   |
| 26 novembre  | Paul Boccara                        | Économiste et historien français.                                                                                                   | 85  |        |
| 26 novembre  | Loïc Bouvard                        | Homme politique français. | 88  |        |
| 26 novembre  | Henri Burin des Roziers             | Frère dominicain et avocat français.                                                                                                | 87  |        |
| 26 novembre  | Armando Hart                        | Homme politique cubain. | 87  | (en)   |
| 26 novembre  | Hou Bo                              | Photographe chinoise. | 93  | (zh)   |
| 26 novembre  | W. Marvin Watson                    | Homme politique américain. | 93  | (en)   |
| 27 novembre  | Robert Batailly                     | Homme politique français. | 83  |        |
| 27 novembre  | Frédéric François                   | Journaliste belge. | 85  |        |
| 27 novembre  | Bob van den Born                    | Illustrateur néerlandais. | 90  | (nl)   |
| 27 novembre  | Zenash Gezmu                        | Marathonienne éthiopienne | 27  |        |
| 28 novembre  | Patrícia Gabancho Ghielmetti        | Journaliste et écrivain argentino-espagnole                                                                                         | 65  | (es)   |
| 28 novembre  | Shadia                              | Chanteuse et actrice égyptienne. | 86  |        |
| 28 novembre  | Michel Verret                       | Philosophe et sociologue français.                                                                                                  | 90  |        |
| 28 novembre  | Zdeněk Šreiner                      | Footballeur tchécoslovaque, champion aux Jeux olympiques d'été de 1980.                                                             | 63  | (cs)   |
| 29 novembre  | Jerry Fodor                         | Philosophe américain. | 79  | (en)   |
| 29 novembre  | Véronique Nordey                    | Actrice française. | 78  |        |
| 29 novembre  | Slobodan Praljak                    | Criminel de guerre croate. | 72  |        |
| 29 novembre  | William Steinkraus                  | Cavalier de saut d'obstacles américain, champion aux Jeux olympiques d'été de 1968.                                                 | 92  | (en)   |
| 29 novembre  | Belmiro de Azevedo                  | Entrepreneur portugais. | 79  | (pt)   |
| 30 novembre  | Colin Groves                        | Anthropologue australien. | 75  |        |
| 30 novembre  | Donald Harper                       | Plongeur américain, médaillé d'argent aux Jeux olympiques d'été de 1956.                                                            | 85  | (en)   |
| 30 novembre  | Alain Jessua                        | Réalisateur français. | 85  |        |
| 30 novembre  | Jim Nabors                          | Acteur américain. | 87  | (en)   |